# Kóny, Győr-Moson-Sopron
Kóny  este un sat în districtul Csorna, județul Győr-Moson-Sopron, Ungaria, având o populație de 2.685 de locuitori (2011). 

## Demografie
Componența etnică a satului Kóny
     Maghiari (98,16%)
     Germani (1,27%)
     Necunoscut (0,37%)
     Slovaci (0,2%)
     Alții (0,37%)
Componența confesională a satului Kóny
     Fără religie (3,17%)
     Luterani (1,75%)
     Reformați (1,45%)
     Necunoscută (92,89%)
     Atei (0,74%)
     Alte religii (0,52%)
Conform recensământului din 2011, satul Kóny avea 2.685 de locuitori. Din punct de vedere etnic, majoritatea locuitorilor (98,16%) erau maghiari, cu o minoritate de germani (1,27%). Apartenența etnică nu este cunoscută în cazul a 0,37% din locuitori. Nu există o religie majoritară, locuitorii fiind persoane fără religie (3,17%), luterani (1,75%) și reformați (1,45%). Pentru 92,89% din locuitori nu este cunoscută apartenența confesională.